# Une douche écossaise
 (décembre 2022).

Une douche écossaise est une pièce de théâtre de Philippe Collas et Eric Villedary, mise en scène par Muriel Mayette. Elle a été jouée au Théâtre des Bouffes Parisiens de 1998 à 1999 et réunit plus de 200 000 spectateurs. Vint ensuite une tournée d'octobre 1999 à mars 2000,,

## Argument
Une châtelaine, Violet Fulshot, vit dans un vieux château délabré en Écosse rêvant toujours du prince charmant. Violet a retrouvé récemment sa mère Patty mystérieuse disparue depuis plus de vingt ans. Fantôme, brouillard, whisky, savant fou et intrigues criminelles font les ingrédients de cette douche écossaise.

## Fiche technique
- Auteur : Philippe Collas et Eric Villedary
- Réalisation : Yves-André Hubert
- Mise en scène : Muriel Mayette
- Décors : Hervé Boutard
- Costumes : Pascale Bordet
- Lumières : François-Eric Valentin
- Réalisation du son : Jean-Luc Ristord
- Date : 8 septembre 1998 au Théâtre des Bouffes-Parisiens

## Distribution
- Danielle Darrieux : Patty Fulshot
- Dominique Lavanant : Violet Fulshot
- Christian Pereira : Léonard Ambruster
- Robert Plagnol : John Fortescue
- Elisabetta Vaccari : Nevil